# Le Maître de la lande
Le Maître de la lande  — Master of the Moor dans l'édition originale britannique — est un roman policier publié par Ruth Rendell en 1982. En France, cette œuvre remporte la même année le prix du roman d'aventures.

## Résumé
Stephen Walby, chroniqueur bien connu du Vangmoor, aime la lande. Fréquemment, il fait de longues randonnées pédestres à travers la campagne. Un jour, sa promenade prend une tournure sinistre quand il découvre le corps d'une jeune femme au visage défiguré et aux cheveux rasés. Il n'est pas encore remis du choc ressenti qu'il tombe sur un deuxième cadavre, dont il inspecte la voiture abandonnée, laissant ses empreintes sur la carrosserie. Il n'en faut pas plus pour que la police locale le soupçonne d'être le meurtrier, d'autant qu'il a le même groupe sanguin que le tueur.
Dès lors, Walby devrait prendre garde de retourner seul sur la lande, mais il ne peut s'en empêcher. C'est devenu pour lui une nécessité que de respirer le grand air de ces vastes étendues dont il connaît chaque dolmen, chaque accident de terrain et jusqu'au moindre recoin. Mais il est sur ses gardes. Bien qu'il ne saisisse pas les raisons qui ont poussé l'assassin à choisir la lande pour agresser de jeunes blondes, il sait que le psychopathe s'y tient en embuscade pour étrangler et scalper ses victimes. Or, sur ces entrefaites, Walby apprend que sa femme lui a été infidèle.

## Prix et récompenses
Le Maître de la lande remporte le prix du roman d'aventures en 1982.

## Éditions
Édition originale en anglais
- (en) Ruth Rendell, Master of the Moor, Londres, Hutchinson, 1982 (OCLC 8735473) - édition britannique

Éditions françaises
- (fr) Ruth Rendell (auteur) et Marie-Louise Navarro (traducteur) (trad. de l'anglais), Le Maître de la lande [« Master of the Moor »], Paris, Librairie des Champs-Élysées, coll. « Le Masque no 1688 », 1982, 250 p. (ISBN 2-7024-1361-7, BNF 34686757)
- (fr) Ruth Rendell (auteur) et Marie-Louise Navarro (traducteur) (trad. de l'anglais), Le Maître de la lande [« Master of the Moor »], Paris, Librairie générale française, coll. « Le Livre de poche no 6164 », 1986, 250 p. (ISBN 2-253-03838-5, BNF 34913767)
- (fr) Ruth Rendell (auteur) et Pascal Loubet (traducteur) (trad. de l'anglais), Le Maître de la lande [« Master of the Moor »], Paris, Éditions du Masque, coll. « dans Ruth Rendell : 4. Les années 1976-1984. », 1997, 1111 p. (ISBN 2-7024-2672-7, BNF 36170779)
- (fr) Ruth Rendell (auteur) et Pascal Loubet (traducteur), Le Maître de la lande [« Master of the Moor »], Paris, Éditions du Masque, coll. « Le Masque no 1688 », 2006, 248 p. (ISBN 2-7024-3370-7, OCLC 421136874)